# Noor TV (США)
Noor TV (з араб. — «світло») — афганська супутникова телевізійна мережа США, яка працює з Плезантона, Каліфорнія. Станція доступна на супутниковій антені Galaxy 25 по всій Північній Америці.  Програми Noor TV транслюються цілодобово і включають: світові новини, дитячі та молодіжні програми, ігрові, кулінарні, музичні та ток-шоу.
Місія Noor TV полягає в тому, щоб сприяти гармонії в часто ворожих афганських громадах у Сполучених Штатах і Канаді.

## Історія
Троє американських братів-афганців з Фрімонту, Каліфорнія (Яма Юсефзай, Харіс Рахімі та Фарзан Рахімі) заснували та запустили телеканал Noor TV 29 липня 2007 року, а 1 серпня 2007 року він вперше з'явився на телеекранах.